# 天保山トラックターミナル
天保山トラックターミナル（てんぽうざんトラックターミナル）は、愛媛県今治市天保山町にあるトラックターミナル。協同組合今治流通センターが運営を行っている。
元々トラック事業者は泉川通にトラックターミナルをつくり流通拠点としていたが、規模が小さいのと市街地のため大型トラックの通行に支障が多いことなどのため、1973年に埋め立ての完了した天保山の土地に6社の出資によって設置された。

## 所在地
- 愛媛県今治市天保山町4丁目5-1

## 沿革
- 1973年 - 建設開始。
- 1974年 - 供用開始。

## 施設
- 敷地面積 - 16,177m²
- バース数 - 34バース[2]

### 入居企業
- 宇和島自動車運送 今治営業所
- 三豊運送 今治営業所
- 四国名鉄運輸 今治支店
- しまなみ配送センター
- 毎日運輸 本社
- 吉忠 本社

## 周辺
- 今治市下水浄化センター
- 今治市公設地方卸売市場
- 今治港
- テクスポート今治
- フジグラン今治